# Charlotte Bonaparte
Charlotte Napoléone Bonaparte (sinh ngày 31 tháng 10 năm 1802 ở Paris và mất ngày 03 tháng 03 năm 1839 tại Sarzane, Ý) là con gái của Joseph Bonaparte và Julie Clary. Chị gái bà chính là Zénaïde Bonaparte. 
Bà kết hôn với hoàng tử Napoléon Louis Bonaparte, người anh họ Đức của bà (con trai của Louis Napoléon Bonaparte, em trai của Napoléon I).

## Cuộc sống
Sau sự sụp đổ của Triều đại Một trăm ngày, chú của cô là Hoàng đế Napoléon bị lưu đầy ra Đảo Saint Helena vào năm 1815, cha cô chuyển đến Mỹ và mua "Point Breeze", một điền trang bên sông Delaware gần Bordentown, New Jersey. Charlotte và chị gái của cô vẫn sống cùng với mẹ của họ ở châu Âu. Họ sống ở Frankfurt và Brussels vào năm 1815-1821, và sau đó ở Florence. Cô học khắc và in thạch bản ở Paris với nghệ sĩ Louis Léopold Robert, người được cho là đã có tình cảm với cô.
Charlotte, được gọi là Nữ bá xứ Survilliers, sống với cha ở New Jersey từ tháng 12 năm 1821 đến tháng 8 năm 1824. 
Charlotte kết hôn với người anh họ đầu tiên của mình là Napoléon Louis Bonaparte, con trai thứ hai của Louis Bonaparte và Hortense de Beauharnais, vào ngày 23 tháng 7 năm 1826. Cô trở thành góa phụ vào năm 1831.

## Qua đời
Charlotte được cho là đã chết trong quá trình sinh con ở tuổi 36. Cha của đứa con cô được cho là Bá tước Potocki.
Ngôi mộ của bà ở Vương cung thánh đường Santa Croce, Florence, Ý, và có ghi: Sinh ngày 31 tháng 10 năm 1802, mất năm 1839.

## Tước vị của Charlotte Bonaparte
- Công chúa nước Pháp năm 1804
- Vương nữ Tây Ban Nha từ năm 1808 đến năm 1813